# 阿毘達磨発智論
阿毘達磨発智論（あびだつま ほっちろん、梵: Jñānaprasthāna）、は説一切有部の論蔵におさめられる論書である。略称として発智論（ほっちろん）が用いられる傾向にある。 
迦多衍尼子(カーティヤーヤニープトラ）により、北インドのチーナブクティ国〈那僕底; Cīnabhukti〉にて執筆されたという。本書には玄奘訳二十巻の他に、僧伽提婆・竺仏念共訳『阿毘曇八犍度論』三十巻がある。
本書に対する膨大な注釈が『阿毘達磨大毘婆沙論』である。

## 名称
Abhidharma Jñāna-prasthāna śāstra は「知恵への道論」との意味になる。
- Abhidharma - 阿毘達磨, アビダンマ
- Jñāna - ジュニャーナ, 智
- prasthāna - 道筋
- śāstra - シャーストラ, 論

## 内容
本書は、雑・結・智・業・大種・根・定・見の八蘊で構成され、説一切有部の教学を発展させた書である。
古来より、『集異門足論』・『法蘊足論』・『施設論』・『識身足論』・『界身足論』・『品類足論』の「六足論」に対して「身論」と呼ばれてきた。本書ではじめて六因説の解釈が明確に詳細に論じられた。

## 日本語訳
- 櫻部建・加治洋一訳 『発智論I・II』（新国訳大蔵経毘曇部1・2） 大蔵出版

## 関係文献
- CiNii>発智論
- INBUDS>発智論